# Churro
En churro (på dansk spanskrør) er dybstegt vandbakkelsesdej. Churros er populære i Spanien, Frankrig, Filippinerne, Portugal, Latinamerika og USA. Der findes to typer churros i Spanien: En  tynd (og nogle gange knudret) og en lang og tyk (porra). De bliver spist til morgenmad hele året, nogle gange dypper børn dem i varm chokolade.
| Mad og drikke | Spire Denne artikel om mad og drikke er en spire som bør udbygges. Du er velkommen til at hjælpe Wikipedia ved at udvide den. |